# پوئتز آو د فال
پوئتز آو د فال (به انگلیسی: Poets of the Fall) (به فارسی: سرایندگان پاییز) یک گروه آلترنتیو راک فنلاندی است.

## تاریخچه
این گروه در سال ۲۰۰۳ با ترانه «Late Goodbye» که به عنوان موسیقی تیتراژ پایانی بازی ویدئوی مکس پین ۲: سقوط مکس پین استفاده شده بود خود را به دنیای موسیقی معرفی کرد و در سال ۲۰۰۴ با ترانه «Lift» که در یک برنامه کامپیوتری استفاده شده بود یکی از بهترین گروه‌های راک در فنلاند شد. به‌طوری‌که برای ترانه «Late Goodbye» جایزه گنگ (G.A.N.G) که هم سطح جایزه گرمی است را در ۲۰۰۴ از آن خود کرد و «Lift» نامزد بهترین آهنگ فنلاندی در بهترین‌های رادیو YLEX شد.
پس از موفقیت در سال‌های ۲۰۰۳ و ۲۰۰۴ در سال ۲۰۰۵ اولین آلبوم خود با نام نشانه‌های زندگی را منتشر کرد. در لیست قطعات این آلبوم که شامل ۱۲ ترانه بود، نام دو ترانه «Lift» و «Late Goodbye» هم به چشم می‌خورد. این آلبوم در فروش خود جایزه فروش Platinum یا پلاتین را دریافت کرد. این آلبوم در جدول پرفروشترین آلبوم‌های موسیقی در فنلاند رتبه ۳۰ام را دارد.
در سال ۲۰۰۶ با عرضه دومین آلبوم خود که کارناوال زنگ زده نام داشت موفقیت‌های چشمگیری کسب کرد. این آلبوم نیز با ۱۲ ترانه عرضه شد. که طی آن جایزه‌های فروش Platinum یا پلاتین ، «MTV Europe Music Awards» برای بهترین گروه فنلاندی سال ۲۰۰۶ و از TV۲'s Musiikki-TV و The Voice و Muuvi Awards جایزه بهترین کلیپ تصویری را برای «Carnival of Rust» کسب کرد. گفتنی است که گروه در همین سال دو جایزهEmma(گرمی فنلاندی) برای آلبوم نشانه‌های زندگی به عنوان بهترین آلبوم و بهترین گروه تازه وارد را برد.
در سال ۲۰۰۷ هم برنده جایزه بهترین گروه فنلاندی از رادیو ان آر جی (NRJ) شد.
پس از موفقیت‌های چشمگیر در سال‌های قبل، در سال ۲۰۰۸ آلبوم سوم خود با نام قمار تحول را عرضه کرد. در این آلبوم سعی شده بود که از موسیقی خشن‌تری استفاده شود. برای همین نتوانست به اندازه آلبوم‌های قبلی موفقیت کسب کند و فقط به بردن جایزه فروش Gold یا طلا در هفته دوم عرضه اکتفا کرد.
در همان سال گروه برای اولین بار در آمریکا و هند کنسرت اجرا کرد که با موفقیت همراه بود. همچنین در این سال گروه ترانه «You Know My Name» (از آثار کریس کرنل) را همراه با تغییراتی بازخوانی کردند. این ترانه در سی دی به نام Livenä Vieraissa منتشر شد.
در سال ۲۰۰۹ گروه علاوه بر کار بر روی آلبوم چهارم با ایجاد تغییراتی در کلیپ تصویری «Carnival of Rust» آن را دوباره عرضه کرد که در صفحه یو تیوب این گروه قابل مشاهده‌است.
همچنین در این سال گروه با انتشار آلبومی به نام The Best Of Poets of the Fall در هند که شامل بهترین آهنگ‌های این گروه هست توجه خود را به طرفداران خاورمیانه و آسیایی خود نشان داد.
در این سال Markus "Captain" Kaarlonen، نوازنده کیبورد گروه موسیقیی برای بازی «Shattered Horizon» را ساخت.
گروه در سال 2010 چهارمین آلبوم آنان با نام نمایش شفق در 17 مارس منتشر شد اولین تک آهنک این آلبوم با نام «Dreaming Wide Awake» که قبل از انتشار آلبوم منتشر شد از رادیو ان آر جی فنلاند پخش شد. این تک‌آهنگ در رده هجدهم قرار گرفت.
نمایش شفق هم در اولین روز عرضه به صدر جدول فروش فنلاند رفت و در هفته اول عرضه خود جایزه فروش طلایی را کسب کرد.
همچنین در این سال ترانه جنگ (War) از آلبوم چهارم آن‌ها در بازی ویدئویی آلن ویک به عنوان ترانه در استفاده شد. همچنین آن‌ها در خود بازی هم نقش داشتند. در بازی دو ترانه از گروهی به نام Old Gods of Asgard وجود دارد که برای آنهاست.
در 16 مارس 2011 اولین آلبوم رسمی گردآوری یا Compilation گروه با نام کیمیا: قسمت اول منتشر شد که در جدول فروش تا رده نهم بالا رفت. این آلبوم شامل بهترین آهنگ‌های گروه از چهار آلبوم اول خود به‌علاوه دو آهنگ جدید و همه نماهنگ‌ها و قسمت‌های ویژه بود.
تک ترانه میتوانی صدایم را بشنوی؟ که در آن ارائه شده بود به صورت دیجیتالی عرضه شد. همچنین در بازسازی بازی ویدئویی رالی مرگ (Death Rally) برای آی فون از آن استفاده شد.
پنجمین آلبوم این گروه با نام معبد اندیشه در مارس 2012 منتشر شد. در این آلبوم یکی از دو ترانه که گروه برای بازی آلن ویک: کابوس آمریکایی ساخته استفاده شده‌است. این آلبوم پایان بخش یک سه‌گانه است که دو بخش دیگر ان آلبوم‌های نشانه‌های زندگی و کارناوال زنگ زده هستند.
در مورد منظور از هبوط در نام گروه Marko Saaresto خواننده گروه در مصاحبه‌ای به داستان آدم و حوا و ماجرای خوردن میوه ممنوعه و هبوط آن‌ها اشاره کرد.

## جوایز
- جایزه گنگ برای بهترین خواننده برای ترانه «Late Goodbye» در سال 2004
- بهنرین گروه فنلاندی از رادیو YLEX برای ترانه «Late Goodbye» در سال 2004
- فروش طلایی آلبوم نشانه‌های زندگی، 2005
- آقای پاپ سال برای Marko Saaresto در سال 2005
- بهترین گروه فنلاندی از Musiikki & Media Events در سال 2005
- بهترین تازه وارد از رادیو NRJ در سال 2006
- جایزه Emma (گرمی فنلاندی) بهترین گروه فنلاندی، 2006
- بهترین آلبوم از جایزه Emma (گرمی فنلاندی) سال برای نشانه‌های زندگی، 2006
- فروش پلاتینی آلبوم نشانه‌های زندگی، 2006
- فروش طلایی و پلاتینی آلبوم کارناوال زنگ زده، 2006
- بهترین گروه فنلاندی از «MTV Europe Music Awards» در سال 2006
- جایزه تلویزیون The Voice فنلاند برای بهترین کلیپ ویدئویی برای کلیپ تصویری کارناوال زنگ زده در سال 2006
- جایزه بهترین کلیپ ویدئویی از TV2's Musiikki-TV برای «Carnival of Rust» در سال 2006
- بهترین گروه فنلاندی از NRJ در سال 2007
- مدال برنز برای کلیپ ویدئویی «Carnival of Rust» در جایزه Muuvi در سال 2007
- جایزه انتخاب مردمی برای کلیپ ویدئویی «Carnival of Rust» در جایزه Muuvi در سال 2007
- جایزه فروش طلایی آلبوم قمار تحول، 2008
- جایزه فروش طلایی آلبوم نمایش شفق، 2010

## اعضا
- مارکو سارستو - خواننده
- اولی توکیینن - گیتار
- مارکوس کارلونن - کیبورد
- یانی اسنلمن - گیتار باس
- یسکا مکینن - گیتار
- جاری سالمینن - درامز

## آلبومها
- نشانه‌های زندگی - 2005
- کارناوال زنگ زده - 2006
- قمار تحول - 2008
- نمایش شفق - 2010
- معبد اندیشه - 2012
- خدایان حسود - 2014
- چشم انداز آشکار - 2016
- فرابنفش - 2018